# A1 Bulgaria
A1 Bulgaria (früher bekannt als Mtel, Мтел und früher als Mobiltel, Мобилтел) ist eine Telefongesellschaft, die GSM-,UMTS-, LTE- und 5G-Netze in Bulgarien betreibt (Netzcode: 284-01). Das Unternehmen ist eine 100-prozentige Tochter der Telekom Austria, die in insgesamt acht Ländern Zentral- und Osteuropas aktiv ist. Mit einem Marktanteil von 50,1 Prozent ist A1 Bulgaria der führende bulgarische Mobilkommunikationsanbieter.

## Geschichte
Das Unternehmen wurde 1994 gegründet und startete seinen kommerziellen Betrieb im September 1995 mit dem damals ersten digitalen Mobilfunknetz in Bulgarien. Ab 2002 wurde es von einem österreichischen Unternehmerkonsortium um Martin Schlaff umstrukturiert, im Juli 2005 erwarb die mobilkom austria AG 100 % von Mobiltel und konnte die Integration im Jahr 2006 erfolgreich abschließen. Am 8. Juli 2010 wurde die mobilkom austria AG mit der Telekom Austria TA AG verschmolzen. Im Zuge dieser Verschmelzung wurden die nicht österreichischen Tochterunternehmen der mobilkom austria AG der Telekom Austria unterstellt. Daher ist Mobiltel seit 2010 eine 100-prozentige Tochter der Telekom Austria.
Im Mai 2018 wurde das Unternehmen in die heutige Bezeichnung umbenannt.

## Unternehmen
Momentan zählt A1 Bulgaria laut eigenen Angaben etwa 5,3 Mio. Kunden, was einem Marktanteil von etwa 50,1 Prozent entspricht. Das Unternehmen ist damit der führende Mobilfunkanbieter in Bulgarien. Der kommerzielle Betrieb des eigenen UMTS-Netzes startete im März 2006. Das LTE-Netz wurde 2016 gestartet, seit 2020 bietet das Unternehmen auch ein 5G-Netz an. Seit Februar 2007 betrieb A1 Bulgaria auch ein WiMAX-Netz in zehn bulgarischen Städten mit einer symmetrischen Geschwindigkeit von 1 MBit/s. Die Dienste wurden ausschließlich an Geschäftskunden angeboten. 2010 verkaufte das Unternehmen seine WiMAX-Lizenz.

## Marketing
Mobitel war Sponsor des Schachturniers M-Tel Masters und des Musikfestivals Spirit of Burgas.